# Ananda
Ānanda was een van de belangrijkste leerlingen van Gautama Boeddha en werd bekend als de Beschermer van de Dhamma. Ānanda (Pali) betekent 'hij die vreugde, plezier of verheuging brengt'.
Ānanda was een neef van de Boeddha en zeer nauw met hem verbonden. Hij trad in het tweede jaar na Boeddha's verlichting in de Orde en was gedurende de 25 laatste jaren van het leven van de Boeddha zijn persoonlijke assistent en vergezelde hem op zijn reizen. Een belangrijk onderdeel van zijn taak was het onthouden van de toespraken (of suttas) van de Boeddha. Veel toespraken van de Boeddha vinden ook plaats met Ānanda als toehoorder.
Kort voor het overlijden van Boeddha gaf hij een lofrede aan Ānanda (in de Mahaparinibbana Sutta, Digha Nikaya 16) en beschrijft hem als een vriendelijke man, die altijd klaarstond voor anderen en zonder zelfbelang handelde. Hij vertelde hem toen ook dat indien hij zou praktiseren, hij snel een volledig verlichte Arahant zou worden. Ananda zei van hemzelf dat gedurende de 25 jaar dat hij de Boeddha bediende als persoonlijk assistent, hij geen enkel moment van haat of aversie beleefde.
Ānanda werd snel nadat hij bhikkhu werd een heilige (een Sotāpanna). In het 27e jaar na de Verlichting van de Boeddha werd Ānanda een volmaakte heilige, (een Arahant).
Ānanda wordt vaak de leerling van Boeddha genoemd die "veel gehoord had", omdat Ananda de persoonlijk assistent was en vaak met het hem op reis ging. Tijdens de Eerste Raadsvergadering, kort na het overlijden van de Boeddha, werd Ānanda gevraagd alle toespraken van en verhalen over de Boeddha te reciteren, hetgeen later bekend werd als Sutta Pitaka.
Zijn vele taken, zijn zeer vriendelijke en medelevende natuur en bewondering voor de Boeddha als persoon stonden misschien ook wel een beetje in de weg voor hem om zelf snel verlichting te behalen en een einde aan het lijden (dukkha) te maken. Ānanda werd als oude man ook ooit door de monnik Mahā Kassapa voor kind of jongeling uitgemaakt, omdat hij toen slechts een Sotāpanna was, en nog steeds innerlijke onvolkomendheden had.
Het was op voorspraak van Ānanda dat de Orde van nonnen (bhikkhuni) gesticht kon worden. Deze geschiedenis wordt verteld in een Leerrede in de Anguttara Nikāya van de Pāli-canon, de Gotamavaggo, de sectie genaamd Gotami. Onder leiding van Mahāpa(d)jāpati, Boeddha's stiefmoeder, werd de nonnenorde gevestigd.
In de Zen traditie wordt Ānanda beschouwd als tweede Indische patriarch. Hij wordt in het Zen vaak met Boeddha afgebeeld, samen met Mahākàshyapa, de eerste patriarch in de Zen traditie.